# ۆ
Wāw petit v suscrit ‹ ۆ › est une lettre additionnelle de l’alphabet arabe qui est utilisée dans l’écriture de l’azéri, du kazakh, du kurde sorani et de l’ouïghour. Elle a aussi été utilisée dans l’écriture du bosnien. Elle est composée d’un wāw ‹ و › diacrité d’une barre inscrite.

## Utilisation
En azéri écrit avec l’alphabet arabe, ‹ ۆ › représente une voyelle mi-ouverte postérieure arrondie [ɔ].
En bosnien écrit avec l’arebica, ‹ ۆ › représente une voyelle fermée postérieure arrondie [u].
En kazakh écrit avec l’alphabet arabe, ‹ ۆ › représente une consonne fricative labio-dentale voisée [v].
En kurde sorani, ‹ ۆ › représente une voyelle mi-fermée postérieure arrondie [o].
En ouïghour, ‹ ئۆ › et ‹ ۆ › représentent une voyelle mi-fermée antérieure arrondie [ø].
En turc ottoman, certains auteurs utilisent ‹ ۆ › pour représenter une voyelle mi-ouverte antérieure arrondie [œ], transcrite ‹ ö › en turc.